# Les Simpson l'ont déjà fait
Les Simpson l'ont déjà fait (Simpsons Already Did It en version originale) est le septième épisode de la sixième saison de la série animée South Park, ainsi que le 86e épisode de l'émission.

## Synopsis
Toujours fou de colère envers ses petits camarades, Butters cherche à tout prix à semer « le chaos et la désolation ». Pour y parvenir, le petit garçon se met à inventer des plans inédits, plus ingénieux les uns que les autres. Malheureusement pour lui, les plans en question ont déjà été diffusés dans la série Les Simpson. Pendant ce temps, Stan, Kyle et Cartman sont persuadés d'avoir tué Mme Crockelpaf.